# Olympische Sommerspiele 1952/Teilnehmer (Bermuda)
| Gelbes Symbol für Goldmedaillen mit stilisierten Olympischen Ringen | Graues Symbol für Silbermedaillen mit stilisierten Olympischen Ringen | Braundes Symbol für Bronzemedaillen mit stilisierten Olympischen Ringen |
| ------------------------------------------------------------------- | --------------------------------------------------------------------- | ----------------------------------------------------------------------- |
| —                                                                   | —                                                                     | —                                                                       |

Bermuda nahm an den Olympischen Sommerspielen 1952 in der finnischen Hauptstadt Helsinki mit sechs von der Bermuda Olympic Association nominierten Sportlern, zwei Frauen und vier Männern, an sechs Wettkämpfen in drei Sportarten teil.
Seit 1936 war es die dritte Teilnahme Bermudas an Olympischen Sommerspielen.
Jüngster Teilnehmer war mit 18 Jahren der Wasserspringer Mickey Johnson, ältester Teilnehmer der 34-jährige Wasserspringer Frank Gosling.

## Flaggenträger
Wie schon vier Jahre zuvor, trug Whitfield Hayward die Flagge Bermudas während der Eröffnungsfeier im Olympiastadion.

## Teilnehmer nach Sportarten

### Leichtathletik
Frauen
100 m
- Thelma Jones
Vorläufe: in Lauf 8 (Rang 4) mit 12,5 s (handgestoppt) bzw. 12,75 s (elektronisch) nicht für die Viertelfinalläufe qualifiziert

- Phyllis Lightbourn-Jones
Vorläufe: in Lauf 10 (Rang 5) mit 13,3 s (handgestoppt) bzw. 13,55 s (elektronisch) nicht für die Viertelfinalläufe qualifiziert

Weitsprung
- Thelma Jones
Qualifikation, Gruppe A: mit 5,55 m (Rang 4, Gesamtrang 11) für das Finale qualifiziert
1. Sprung: 4,99 m
2. Sprung: 5,25 m
3. Sprung: 5,55 m
Finale: 5,33 m, Rang 22
1. Sprung: 5,33 m
2. Sprung: 5,27 m
3. Sprung: 5,31 m

- Phyllis Lightbourn-Jones
Qualifikation, Gruppe A: mit 4,92 m (Rang 17, Gesamtrang 33) nicht für das Finale qualifiziert
1. Sprung: ungültig
2. Sprung: keine Weite
3. Sprung: 4,92 m

### Schwimmen
Männer
100 m Freistil
- Walter Bardgett
Vorläufe: in Lauf 3 (Rang 7) mit 1:04,4 min nicht für die Halbfinalläufe qualifiziert

- Robert Cook
Vorläufe: in Lauf 2 (Rang 6) mit 1:04,1 min nicht für die Halbfinalläufe qualifiziert

400 m Freistil
- Walter Bardgett
Vorläufe: in Lauf 2 (Rang 5) mit 5:18,0 min nicht für die Halbfinalläufe qualifiziert

- Robert Cook
Vorläufe: in Lauf 5 (Rang 7) mit 5:15,4 min nicht für die Halbfinalläufe qualifiziert

1500 m Freistil
- Walter Bardgett
Vorläufe: in Lauf 3 (Rang 5) mit 21:42,4 min nicht für das Finale qualifiziert

- Robert Cook
Vorläufe: in Lauf 6 (Rang 6) mit 20:59,6 min nicht für das Finale qualifiziert

### Wasserspringen
Männer
Kunstspringen 3 m
- Frank Gosling
Finale: 59,57 Punkte, Rang 25
1. Sprung: 11,59 Punkte, Rang 07
2. Sprung: 10,83 Punkte, Rang 09
3. Sprung: 10,81 Punkte, Rang 21
4. Sprung: 08,67 Punkte, Rang 20
5. Sprung: 08,67 Punkte, Rang 31
6. Sprung: 09,00 Punkte, Rang 27

- Mickey Johnson
Finale: 58,70 Punkte, Rang 28
1. Sprung: 10,71 Punkte, Rang 14
2. Sprung: 12,19 Punkte, Rang 05
3. Sprung: 12,16 Punkte, Rang 10
4. Sprung: 05,12 Punkte, Rang 35
5. Sprung: 09,88 Punkte, Rang 27
6. Sprung: 08,64 Punkte, Rang 29